# Візиренко Світлана Павлівна
Світлана Павлівна Візиренко (рос. Светлана Павловна Визиренко; нар. 2 серпня 1971) — російська футболістка, воротар. Майстер спорту Росії (1993).

## Життєпис
На початку кар'єри виступала за клуби «Кубаночка» (Краснодар) та «Енергія» (Вороніж). Станом на другу половину 1994 року грала за болгарський клуб «Гранд-Отель».
На рубежі XX і XXI століття кілька років виступала за клуб «Рязань-ВДВ», у тому числі у сезоні 1998 року зіграла 4 матчі у вищій лізі, стала бронзовою призеркою чемпіонату та фіналісткою Кубку Росії. Чемпіонка Росії та фіналісткою Кубку країни 2000 року. У рязанській команді зазвичай була дублером Лариси Капітонової. 2002 року грала за кисловодський «Енергетик-КМВ», потім знову повернулася до рязанського клубу.
У 2004 році грала за казахстанський клуб «Алма-КТЖ», який у тому сезоні, окрім участі у чемпіонаті своєї країни, грала в першому дивізіоні та Кубку Росії.
У 2006 році виступала у першій лізі за ростовський СКА. На старті сезону 2007 року зіграла декілька матчів у вищій лізі за ногинську «Надію».
Після закінчення спортивної кар'єри проживає та працює у Краснодарі.